# Афаретиды
Афаретиды — персонажи греческой мифологии из мессенского цикла, братья-близнецы Идас и Линкей. Враждовали со своими родичами Диоскурами, участвовали в плавании аргонавтов и калидонской охоте.

## В мифологии
Идас и Линкей были сыновьями царя Мессении Афарея и его жены Арены. Соответственно они происходили в третьем поколении от Персея (через его дочь Горгофону), а их предком по мужской линии был Лакедемон — эпоним и первый царь Спарты, сын Зевса. В близком родстве с Афаретидами состояли Диоскуры Кастор и Полидевк (сыновья их дяди Тиндарея), Левкиппиды Феба и Гилайера (дочери их дяди Левкиппа), Пенелопа (дочь их дяди Икария), дочери Тиндарея Елена и Клитемнестра.
Идас отличался огромной силой и гордостью, а Линкей — острым зрением, позволявшим ему видеть под землёй и под водой (в одной из версий мифа, ночью он становился абсолютно слепым). Братья участвовали в калидонской охоте и в походе аргонавтов в Колхиду за золотым руном, причём Идас сидел на среднем весле «Арго» рядом с Гераклом.
Античные авторы сообщают, что Идас похитил Марпессу, дочь Евена, эпонима реки в Этолии. Претендовавший на эту девушку Аполлон догнал Идаса, хотя в колесницу героя были запряжены крылатые кони Посейдона, и вступил с ним в бой. Зевс остановил схватку, предоставив Марпессе выбор. Она предпочла смертного из опасения, что бог покинет её, когда она начнёт стариться. Марпесса стала женой Идаса и родила от него дочь Клеопатру, ставшую женой Мелеагра.
Главными соперниками Афаретидов стали их двоюродные братья Диоскуры. По одной версии, родичи вместе угнали стадо быков из Аркадии и поссорились из-за дележа добычи; по другой, Афаретиды хотели жениться на Левкиппидах, Фебе и Гилайере, но Диоскуры похитили девушек. Соперники сошлись в бою, и Линкей погиб от руки Полидевка, а Идас убил либо только Кастора, либо обоих Диоскуров, и Зевс за это поразил его молнией.
Исследователи относят легенды об Афаретидах к классическим близнечным мифам. Историю гибели Идаса и Линкея связывают с «поздним героизмом», когда дерзкие люди бросают вызов богам и погибают.